# Strada provinciale 103 Caltanissetta-Pietraperzia
La strada provinciale 103 Caltanissetta-Pietraperzia (SP 103), già parte della strada statale 191 di Pietraperzia, è una strada provinciale del Libero consorzio comunale di Caltanissetta.

## Storia

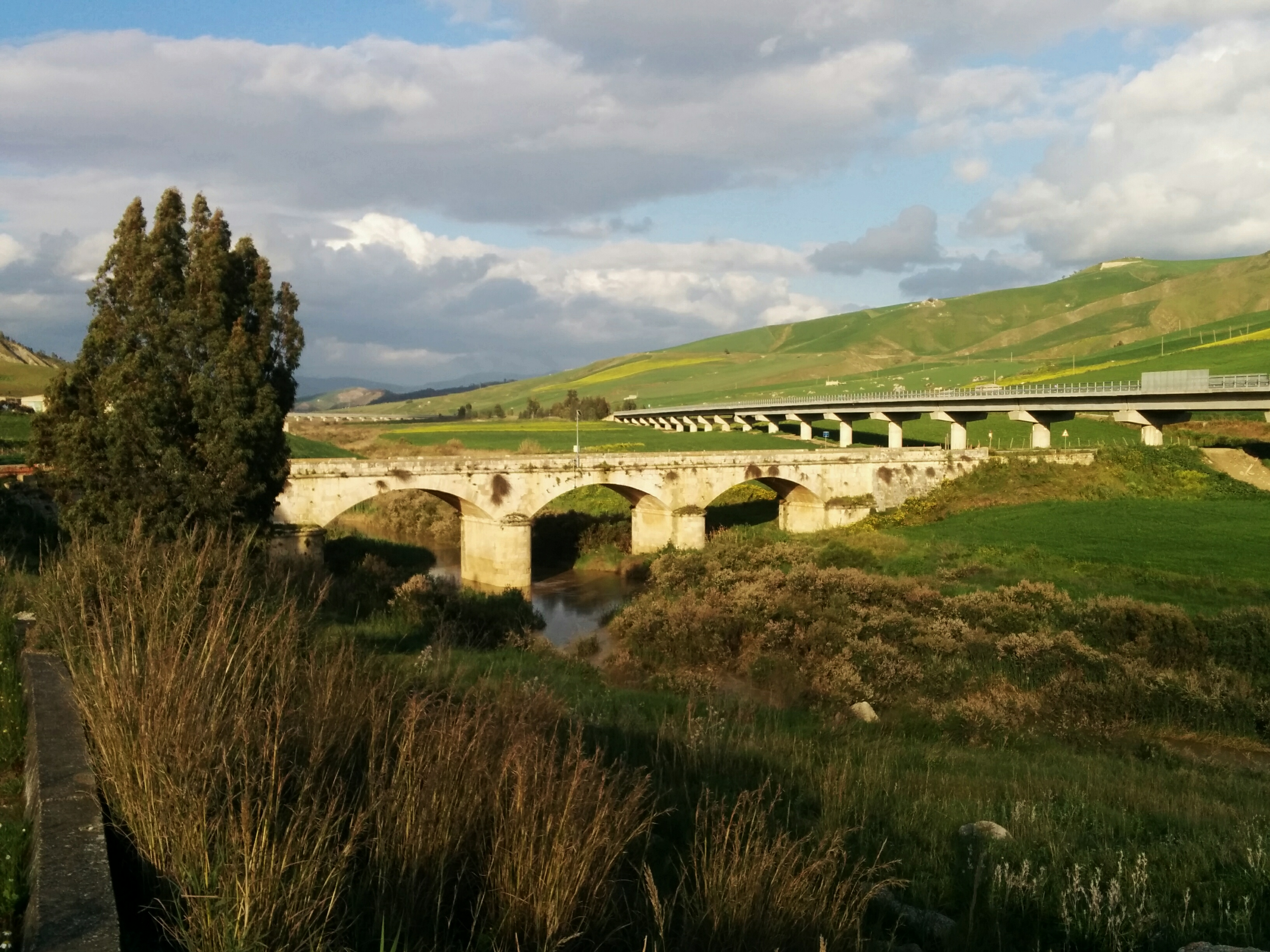
Ponte Besaro.

Fino al 1988 l'intero tracciato è stato parte integrante della strada statale 191 di Pietraperzia. A seguito della realizzazione del raccordo Caltanissetta-Pietraperzia, che fu inizialmente inserito nell'itinerario della SS 191, la tratta iniziale tra Caltanissetta e Pietraperzia fu declassata ed assegnata a vari enti:
- dalla progressiva 0+000 alla progressiva 4+000 (ricadente nel centro abitato e nella zona industriale di Caltanissetta) fu assegnata al comune di Caltanissetta;
- dalla progressiva 4+000 alla progressiva 10+400 (dalla contrada Comuni al ponte Besaro) fu assegnata alla provincia di Caltanissetta;
- dalla progressiva 10+400 alla progressiva 19+500 (dal ponte Besaro a Pietraperzia) fu assegnata alla provincia di Enna.

Il tratto ceduto alla provincia di Caltanissetta venne provincializzato nel 1990, e vi fu assegnato il numero "103".

## Percorso

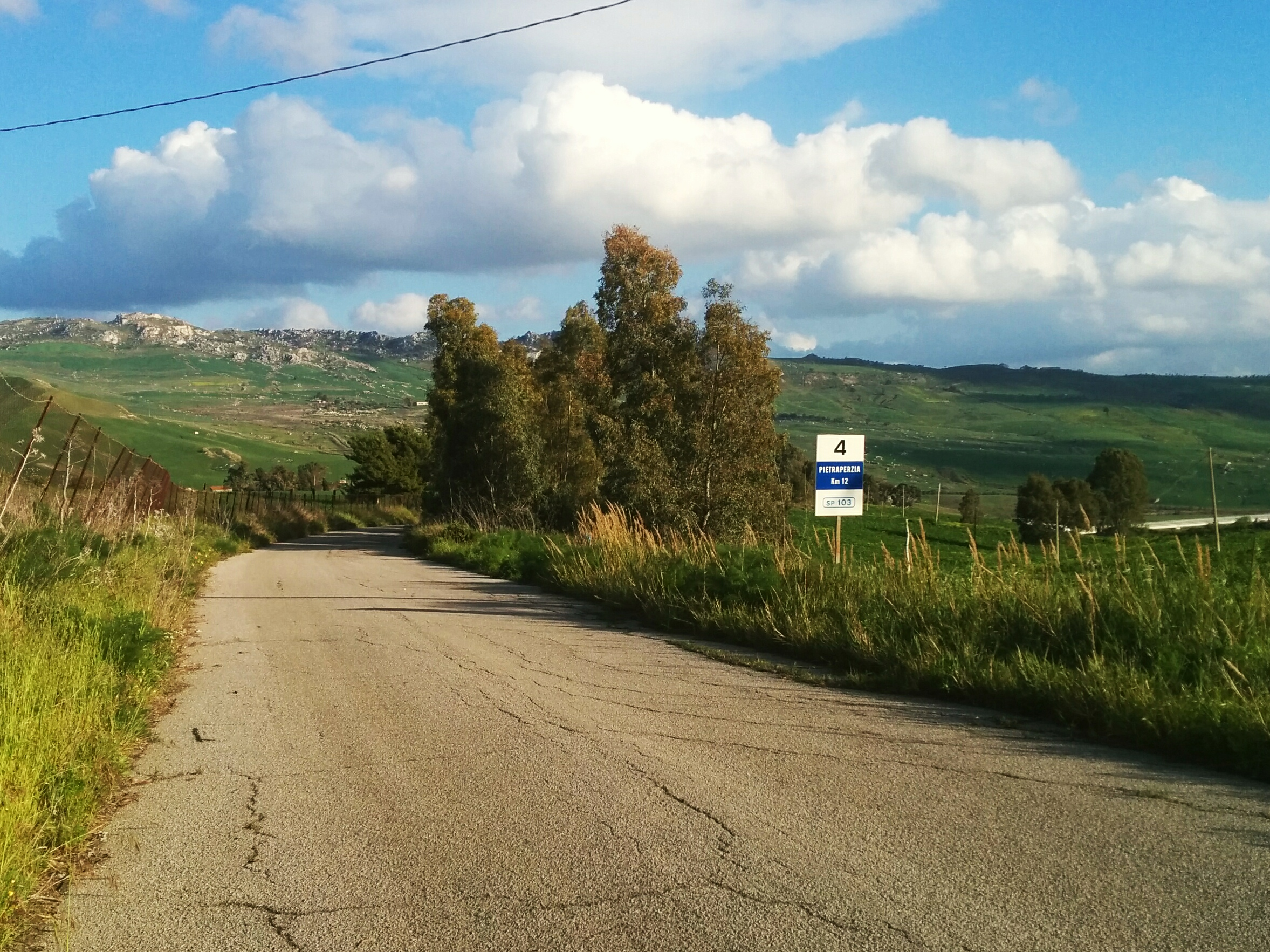
Segnale di progressiva chilometrica sulla strada provinciale 103 in contrada Besaro.

Ha origine nella zona industriale di Caltanissetta, in contrada Comuni, dove si innesta senza soluzione di continuità su via Salvatore Averna. In corrispondenza delle case Martinez si distacca la strada provinciale 248, in direzione Misteci e Sommatino. Superata contrada Besaro, la strada raggiunge l'Imera meridionale, che segna il confine tra le province di Caltanissetta e Enna. Tramite il ponte Besaro entra quindi in provincia di Enna, dove prosegue verso Pietraperzia con il nome di "strada provinciale 96 Pietraperzia-Ponte Besaro".